# توماری، روسیه

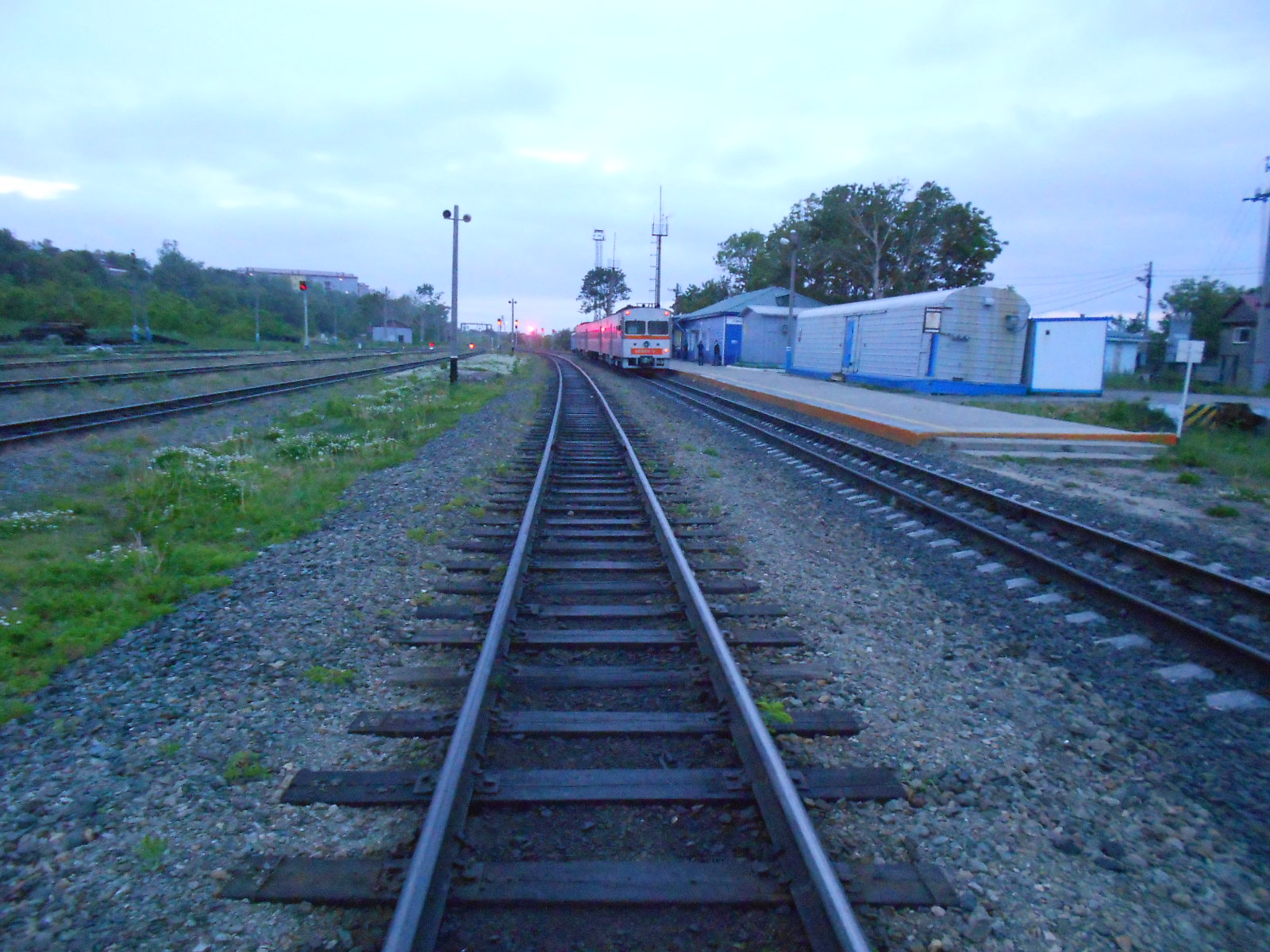
توماری، روسیه

شهر توماری، روسیه (به روسی: Томари) در کشور روسیه و در اوبلاست ساخالین واقع شده‌است.